# لینویل (تنسی)
لینویل(به انگلیسی: Lynnville) شهری در ایالت تنسی کشور ایالات متحده آمریکا است که جمعیت آن در سرشماری سال ۲۰۱۰ میلادی، ۲۸۷ نفر بوده‌است.